# 高橋美江
高橋 美江（たかはし みえ、1953年 - ）は、東京都出身の散歩屋、絵地図師である。高橋デザイン室主宰。

## 人物・来歴
武蔵野美術大学卒業後、グラフィックデザイナー、イラストレーターとして活動。
イラストレーターの仕事の1つとして始めた絵地図が人気を博し、また絵地図制作の経験から「まち歩き」のプロ＝プロの散歩屋として活動している。